# Lygropia acosmialis
Lygropia acosmialis is een vlinder uit de familie grasmotten (Crambidae). De wetenschappelijke naam van deze soort is voor het eerst gepubliceerd in 1879 door Paul Mabille.
De spanwijdte bedraagt 31 millimeter.
De soort komt voor in Zambia en Madagaskar.